# DsRed
La DsRed è una proteina tetramerica espressa dai coralli del genere Discosoma (Corallimorpharia), che ha la proprietà di emettere una fluorescenza di colore rosso; è utilizzata come marker in biologia molecolare.